# Súlyemelés
A súlyemelés olyan nehézatlétikai sportág, ahol a cél a lehető legnagyobb súly rögzített szabályrendszer szerinti fej fölé emelése. A versenyzők két fogásnemben, szakításban és lökésben mérik össze erejüket. Fogásnemenként 3 gyakorlat áll rendelkezésükre, és a fogásnemenként elért két legnagyobb emelés összege alapján hirdetnek eredményt.

## Történeti áttekintés
Az ember alkatánál fogva képes arra, hogy tárgyakat különböző magasságra, akár a feje fölé is emeljen, az emelés az egyik legősibb tevékenységei közé tartozik. Az e fajta fizikai erőkifejtésre főleg a természettel való küzdelem, a környezet kialakítása, a létfenntartás miatt kényszerült, miáltal az emberre erős fizikum, fejlett izomzat volt jellemző.
A legerősebbek nem csak harci körülmények, a létfenntartás idején kényszerből alkalmazták erejüket, hanem pihenő idejükben, minden bizonnyal virtuskodtak – ki a legerősebb –, sok más mód közül összemérték erejüket akár abban is, hogy ki bír nagyobb, nehezebb követ felemelni.
A technika fejlődés a mindennapi tevékenységben egyre inkább csökkentette a fizikai erőkifejtést, ami szükségszerűen növeli a különféle sportmozgás keretein belüli testi erőkifejtés iránti igényt. Az ősrégi virtuskodástól hosszú utat tett meg, megjelenési formájában sokszor változott a vetélkedésnek ez a megnyilvánulása (számos nagy erejű ember – Botond vitéz, Toldi Miklós – legendás híre maradt ránk a történelemből), míg kialakult a mai értelemben vett versenysport, a súlyemelés.
Egyesek szerint az erőművészkedés sportággá alakulása a bajoroknak köszönhető. Bizonyított tény, hogy Wilhem Türk 1894-ben Bécsben megalakította a világ első súlyemelő iskoláját. Az angolok viszont azt állítják, hogy a súlyemelésnek Anglia a szülőhazája. Hiteles bizonyíték, hogy 1891. március 28-án megrendezték az első világbajnokságot, hat ország hét versenyzőjének részvételével. A győztesek között szerepelt az angol versenyző is. A folyamatos változások, finomítások a sportágat népszerűbbé, vonzóbbá tették, ugyanakkor mindvégig megmaradt lényege, sajátossága, a virtus, a nagyobb súly felemelésével való győzni akarás. Egyéni sportág, de nemzeti szinten a versenylehetőségek elősegítésére csapatversenyeket is rendeztek.
A súlyemelést összefogó nemzetközi szervezet 1920-ban alakult meg, amely gondoskodott a sportág versenyrendszerének kialakításáról, a világ- és Európa-bajnokságok kiírásáról, a versenyszabályok előírásairól, a versenybírók oktatásáról, vizsgáztatásáról, alkalmazásáról stb.
Az újkori nyári olimpiai játékok műsorában – 1896-ban Görögországban – az egykaros emelés bajnoka Launceston Elliot angol, a kétkaros emelés bajnoka Jensen Viggo dán sportoló lett. 1896-ban Athénben és 1904-ben St. Louisban a súlyemelés az atlétika versenyszámaként kapott helyet. A versenyszámokat fogantyúval ellátott gömbsúlyzókkal és egyetlen csoportban, testsúlymegkötés nélkül rendezték. 1920 óta minden megrendezett olimpia műsorában szerepelt a férfi súlyemelés. 2000-től a női súlyemelés önálló olimpiai sportág. A sportág világ- és kontinens, valamint nemzeti versenyeit évente rendezik meg.
A súlyemelést összefogó nemzetközi szervezet, az International Weightlifting Federation (IWF) néven működő Nemzetközi Súlyemelő-szövetség, 1905-ben alakult meg, amely gondoskodott a sportág versenyrendszerének kialakításáról, a világ- és Európa-bajnokságok kiírásáról, a versenyszabályok előírásairól, a versenybírók oktatásáról, vizsgáztatásáról, alkalmazásáról stb. Tagországainak száma egyre emelkedik, 1980-ban 112 volt, jelenleg 187. Időközben megalakult az öt kontinens súlyemelő szövetsége is. Az Európai Súlyemelő Szövetség (angolul: European Weightlifting Federation) [EWF] Aján Tamás kezdeményezésére 1969-ben jött létre. Az első férfi világbajnokságot 1922-ben, a nőit 1987-ben, az első férfi Európa-bajnokságot 1921-ben, a nőit 1988-ban rendezték meg.
Magyarországon a súlyemelés a 19. század végén honosodott meg, amikor is egy társaság a budapesti Tátra kávéház különtermében rendszeresen súlyemelő összejöveteleket tartott. Hivatalos feljegyzések szerint 1896. május 14-én az Országos Testnevelési Egyesület (OTE) kétkarú súlyemelésben versenyt rendezett. Nyolc versenyző közül Horváth István győzött. Magyar versenyző indult az 1891. évi világbajnokságon és az 1896. évi olimpián is, tehát a magyar súlyemelés az angolokéval egyidős. Az első magyar bajnokságot 1932-ben rendezték (öt súlycsoportban hármas összetett eredmény). A második világháború kivételével évente rendeznek országos bajnokságot. Az első férfi súlyemelő bajnokságot 1932-ben rendezték, öt súlycsoportban. 
Az első női súlyemelő-bajnokságot 1987-ben egy súlycsoportban rendezték. Az első, nemzetközileg is kiemelkedő magyar versenyző Ambrózi Jenő volt, aki 1942-ben a 67,5 kilogrammos súlycsoportban 109 kilogrammal megjavította a nyomás világrekordját. A nemzeti súlyemelés kibontakozása minden tekintetben lassabb ütemű volt. A magyar szakemberek úgy vélték, hogy a súlyemelésben magyar ember nem alkalmas nemzetközi szintű eredmények elérésre.
1957-ben alapították meg az önálló Magyar Súlyemelő-szövetséget (angolul: Hungarian Weightlifting Federation). Elnöke Szabó Ferenc, főtitkára Szentjánosi József lett. Ezt megelőzően a Magyar Birkózó Szövetség mellett működő súlyemelő alszövetség intézte a sportág ügyeit. 1957-ben vettünk részt első ízben Európa-bajnokságon (Lengyelország, Katowice) teljes csapattal. Magyar súlyemelő itt először állt a dobogón: Balogh István 2. helyezést ért el.
Olaszországban Róma adott otthont a XVII., 1960. évi nyári olimpiai játékok olimpiai sportversenyeinek. A súlyemelő sportágban öt versenyző képviselte hazánkat, Veres Győző szerezte meg az első sportági olimpiai érmét 3. helyezésével. Ettől kezdve minden olimpián, világ- és Európa-bajnokságon szerepeltek súlyemelőink – változó eredményességgel.
1960-ban Orvos Andrást, a Testvériség SE edzőjét bízták meg a válogatott keret szakvezetésével. A magyar súlyemelésben soha nem látott, nagyarányú fejlődés következett be. A válogatott sportolók 1963–1969 között azonban megosztottan készültek a világversenyekre. 1969-ben egységesítették a felkészítést, és újra Orvos Andrást bízták meg az élvonali versenyzők felkészítésével.
Magyarország által rendezett világversenyek:
- 1962-ben világ- és Európa-bajnokság Budapesten,
- 1970-ben Európa-bajnokság Szombathely,
- 1979-ben ifjúsági világbajnokság Debrecenben,
- 1990-ben világbajnokság Budapesten,
- 1992-ben Európa-bajnokság Szekszárdon,
- 1996-ban serdülő Európa-bajnokság Tatabánya

A legszembetűnőbb változások a mai súlyemelő versenysport kialakulásáig:
- A századforduló idején két versenyszám szerepelt: az egykaros és a kétkaros lökés. A versenyszámokat fogantyúval ellátott gömbsúlyzókkal végezték. A versenyeket egyetlen kategóriában, testsúlymegkötés nélkül rendezték.
- Az 1920-as években öt versenyszám összetett eredménye döntötte el a helyezéseket:
  - egykaros szakítás, egykaros lökés
  - kétkaros nyomás, kétkaros szakítás, kétkaros lökés.

A versenyeket öt testsúly-kategóriában rendezték: 60 kilogrammtól +82,5 kilogrammig. A merev súlyzók helyett forgórudas, tárcsás súlyzókat rendszeresítettek. Az 1930-as években törölték az egykaros versenyszámokat, és megkezdte több évtizedes pályafutását a hármas összetett: kétkaros nyomás, kétkaros szakítás, kétkaros lökés.
Bővült a testsúly-kategória, 1947-ben az 56 kilogrammal, 1951-ben a 90 kilogrammal, 1969-ben az 52 és a 110 kilogrammal, 1977-ben a 100 kilogrammal, majd az ólomsúllyal. A férfiak 1998-tól 56-, 62-, 69-, 77-, 85-, 94-, 105-, +105  kg-os, a nők 48-, 53-. 58-, 63-, 69-. 75-, +75  kg-os súlycsoportokban mérkőznek meg egymással. 
A súlycsoportok teljes módosítását végezte el a nemzetközi szövetség (IWF) 2018-ban. A férfiaknál és nőknél egyaránt 10-10 súlycsoportra bővítették a kategóriákat míg az olimpiára ezt 7-7-re limitálták. Férfiak: 55, 61, 67, 73, 81, 89, 96, 102, 109, +109  kg-os – ebből az 55, a 89 és a 102 kg nem szerepel az olimpián. A nőknél 45, 49, 55, 59, 64, 71, 76, 81, 87, +87  kg-os – ahol a 45, a 71 és a 81 kg-os kategória nem szerepel az olimpiai programban.
A sportolók technikai képzettségének növekedésével még a legképzettebb, legjáratosabb bírókat is egyre megtévesztette a minél eredményesebb nyomásgyakorlat érdekében kialakított, úgynevezett merevtestű (esetleg térdből kissé kiegészített) helyből lökés változatok. A nemzetközi szövetség a szabályoktól eltérő, a sportszerűtlenséget súroló (esetenként meghaladó) gyakorlatok mindenkori vitájának elkerülésére határozottan lépett. 1973-tól ismét jelentős változás történt, eltörölték a kétkaros nyomást és maradt a kettős összetett: kétkaros szakítás, kétkaros lökés.
A változások a sportág előnyére váltak. Valamennyi új súlycsoport rövid idő alatt bizonyította létjogosultságát eredményeivel és a nevezések számával. A nemzetközi sportági gyakorlatban, az eredményesség javára döntő változást hozott a technikai végrehajtás új módja. Az 1940-es évek közepéig kizárólag ollózásos láb aláterpesztéssel végezték a szakítás és a lökés (a súlyzó mellre vételét) fázisát. A technikai kivitelezés, a sportolók kiválasztásának, oktatásának gyakoroltatásának célirányos végzésével ezt a technikai mozgást folyamatosan felváltotta a beüléses súlyfelemelés. Ez a technikai elem megkövetelte, hogy maga a szer is dinamikus fejlődésen menjen át. Növelni kellett a forgórúd anyagának minőségét, szilárdságát, rugalmasságát, csapágyazását. Ma már speciális ötvözetű, rendkívül rugalmas súlyzórudak segítik az eredményességet. Az öntöttvas tárcsákat tetszetős kivitelű gumírozott tárcsák váltották fel. Előnye a dobogó kímélése, a zajártalom csökkenése, az esztétikum stb. Megfiatalodott a súlyemelés élmezőnye is. A 20. század elején az érett korú férfiak sportja volt a súlyemelés (25–35 év), úgy vélték, hogy a nehéz súlyok emelése ártalmas a fiatalok szervezetére. Az 1950-es évektől a fiatalabb korúak képzésével is foglalkozni kezdtek. A tudományosan alátámasztott módszerekkel, orvosi ellenőrzés mellett végzett fiatalkorú képzés eredménye alaposan rácáfolt arra a szemléletre, hogy a súlyemelés a fiatalok szervezetére károsan hat. A fiatalok képzésében előttünk járó országok az eredményesség területén rendre megelőznek bennünket. A sportági felkészítés a rögtönzésről folyamatosan áttért a tervszerűségre.

## Nők és a súlyemelés
A társadalmi fejlődés, a nők önállóságra való törekvése, a sportágakban vállalt úttörő szerepük hatására, az eddig jobbára férfiak (fiúk) által űzött sportágakban is egyre többen, egyre kiválóbb eredményekkel hívják fel magukra, sportágukra a figyelmet, A súlyemelés technikai eszköztárát a felkészülési időszakban – erő és állóképesség – szinte minden sportoló nő használta. A diszkoszvető, súlylökő nőknek alapeszköztárához tartozik a súlyzók alkalmazása. Eleinte egy-egy bátor hölgy kezdett súlyt emelni, a sportvezetők igyekeztek lehetőséget teremteni a folyamatos megmérettetésre, ami oda vezetett, hogy a nemzeti bajnokságokon túl különböző korosztályos, világ- és Európa-bajnokságokon mutathatják meg képességeiket. 1987-ben írták ki az első női országos bajnokságot egy súlycsoportban. Az első bajnok Takács Mária volt, akinek nevéhez 12 Európa-bajnoki győzelem fűződik. A magyar nők a kilencvenes években a másodikok voltak Európában.
Sydney adott otthont a XXVII., 2000. évi nyári olimpiai játékoknak, ahol a női súlyemelés bekerült a hivatalos programba. Márkus Erzsébet (69  kg) ezüstérmes lett, Likerecz Gyöngyi (75  kg) az ötödik helyen végzett. Likerecz a 2001-es világbajnokságon elsőként a magyarok közül mindhárom számban – szakítás, lökés, összetett – aranyérmet szerzett. 3 évvel később Athénban a 2004. évi nyári olimpiai játékokon Krutzler Eszter (69  kg) szintén ezüstérmet nyert.

## Kiemelkedő magyar versenyzők

### Olimpiai bajnokok
- Földi Imre (1972, München) és Baczakó Péter (1980, Moszkva),

### Világbajnokok
- 1962 – Veres Győző (középsúly)
- 1963 – Veres Győző (középsúly)
- 1965 – Földi Imre (légsúly)
- 1966 – Tóth Géza (félnehézsúly)
- 1968 – Földi Imre (légsúly)
- 1969 – Bakos Károly (középsúly, lökés)
- 1970 – Földi Imre (légsúly)
- 1971 – Földi Imre (légsúly)
- 1973 – Szűcs Lajos (lepkesúly)
- 1978 – Lénárt István (pehelysúly, szakítás)
- 1980 – Baczakó Péter (félnehézsúly)
- 1985 – Szanyi Andor (100  kg)
- 1987 – Barsi László (82,5  kg)
- 1995 – Takács Erika (+83  kg)
- 2001 – Likerecz Gyöngyi (75  kg)

### Európa-bajnokok
- 1965 – Ecser Károly (nehézsúly)
- 1969 – Bakos Károly (középsúly)
- 1970 – Bagócs János (könnyűsúly)
- 1973 – Szűcs Lajos (lepkesúly)
- 1978 – Stark András váltósúly, szakítás
- 1989 – Földi Csilla (44kg)
- 1989 – Takács Mária (67,5kg)
- 1990 – Földi Csilla (44kg)
- 1990 – Takács Mária (75kg)
- 1991 – Földi Csilla (44kg)
- 1992 – Földi Csilla (44kg)
- 1993 – Földi Csilla (44kg)
- 1994 – Takács Mária (76kg)
- 1996 – Takács Mária (76kg)
- 1998 – Márkus Erzsébet (69kg)
- 1998 – Takács Mária (75kg)
- 1990 – Földi Csilla (44kg)
- 1997 – Stark Tibor (+108 kg)
- 2001 – Likerecz Gyöngyi (75kg)

## Nemzetközi sportvezetés
1976-ban Montréalban a Nemzetközi Súlyemelő Szövetség főtitkárává Aján Tamást választották meg (titkár: Duska Emil), így a sportágat irányító központi iroda Budapestre került. A főtitkári pozíciót 1980-ban Moszkvában további négy évre megerősítették. Dr. Bártfai Ede a nemzetközi orvosbizottság tagja. Aján Tamást 2000 decemberében, Athénban elnökké választották.